# 双面
《DOUBLE FACE》（日语：ダブルフェイス）是一部于2012年10月播出的日本SP电视剧，翻拍自香港著名电影《无间道》，由TBS和WOWOW共同制作的电视剧。本片由西岛秀俊和香川照之分别飾演潜入橫濱黑社會組織和神奈川縣警察的卧底，由羽住英一郎执导，羽原大介担当编剧。
本剧分為上下兩集：上集《DOUBLE FACE 潜入搜查篇》（日语：ダブルフェイス 潜入捜査編）由TBS于2012年10月15日播出；下集《DOUBLE FACE 伪装警察篇》（日语：ダブルフェイス 偽装警察編）則由WOWOW于2012年10月27日播出。

## 劇情簡介

### 潛入搜查篇
夜幕下的東京，黑幫老大織田大成（小日向文世 飾）與小野寺警視正（角野卓造 飾）領導的警察部隊展開一場鬥智鬥勇的追逐戰。一番交手過後，雙方都清醒地意識到，彼此的隊伍中藏有身分不明的內鬼。相貌平平的高山亮介（香川照之 飾）早年被精明狡猾的織田收為養子，並通過精心培養和訓練將其安插到警察隊伍中，成為其現代化犯罪中最重要的一枚棋子。織田手下的猛將森屋純（西島秀俊 飾）看似忠誠心狠，實則是潛伏黑道多年的警察卧底，為了剷除織田組多年來承受了巨大的危險和心理壓力。此後不久，黑白雙方展開清算內鬼的行動，而高山和森屋也即將展開宿命般的悲劇對決。

### 偽裝警察篇
少年時代被黑幫老大織田大成（小日向文世 飾）收為養子的高山亮介（香川照之 飾），和其他“兄弟”經過嚴苛的訓練與培養，在義父的授意下紛紛潛入社會各界，履行着他們所認定的“正義”職責。亮介一步步爬上警部的位置，與潛伏在織田組內從未謀面的森屋純（西島秀俊 飾）展開連番卧底較量，而森屋的直屬上司小野寺警視正（角野卓造 飾）之死，則直接將黑白雙方的攻防戰推向新的高度。適值此時，織田命令亮介接近某厚生省官員之女末永萬里（蒼井優 飾），以實現其獨霸黑道的野心。在與萬里交往過程中，亮介那顆原本黑暗的心漸漸發生變化，而他與夙敵森屋純的較量也到了最後決斷的時刻。

## 演员和角色
- 西岛秀俊 饰 森屋 纯
- 香川照之 饰 高山 亮介
- 和久井映見 饰 西田 奈绪子
- 苍井优 饰 末永 万里（僅限WOWOW播出的偽装警察編出現的主要角色）
- 伊藤淳史 饰 浩（TBS播出的潜入捜査編出現的主要角色，WOWOW播出的偽装警察編僅限回想片段）
- 角野卓造 饰 小野寺（僅限TBS播出的潜入捜査編出現的主要角色）
- 小日向文世 饰 織田 大成
- 高橋光臣 饰 堺 俊彥
- 堀部圭亮 飾 岡崎

## 演员和角色对照表
| 《DOUBLE FACE》       | 《無間道》            |
| --------------------- | --------------------- |
| 森屋纯 西岛秀俊       | 陳永仁 梁朝偉         |
| 高山亮介 香川照之     | 劉健明 劉德華         |
| 織田大成 小日向文世   | 韓琛 曾志偉           |
| 小野寺 角野卓造       | 黃志誠 黃秋生         |
| 西田奈绪子 和久井映見 | 李心兒 陳慧琳         |
| 末永万里 苍井优       | Mary 鄭秀文           |
| 浩 伊藤淳史           | 徐偉強（傻強） 杜汶澤 |
| 堺俊彥 高橋光臣       | 林國平（大B） 林家棟  |
| 岡崎 堀部圭亮         | 張Sir 吳廷燁          |